# Sant'Egidio
Sant'Egidio ou Igreja de Santo Egídio é uma igreja conventual de Roma, Itália, localizada no rione Trastevere e dedicada a Santo Egídio, o padroeiro dos eremitas.

## História
A igreja foi fundada em 1630 e abandonada pelas freiras em 1971. Dois anos depois, foi ocupada por uma comunidade de fieis fundada em 1968 que estava, na época, buscando uma sede própria. A comunidade, que não tinha nome até então, escolheu o nome da igreja e passou a ser conhecida como Comunidade de Santo Egídio.
Juntamente com o vizinho antigo mosteiro carmelita, a igreja é atualmente a sede da comunidade.